# Diores (Sohn des Amarynkeus)
Diores (altgriechisch Διώρης Diṓrēs) ist eine Gestalt der griechischen Mythologie.
Diores war laut Homer der Sohn des Amarynkeus und ein Epeier, wie die Einwohner der Landschaft Elis bei Homer genannt werden. Diese kämpften im Trojanischen Krieg auf Seiten der Achaier (der Griechen) und Diores war einer ihrer vier Heerführer, der die Besatzung von zehn Schiffen unter sich hatte.
Am Tag der ersten und unentschiedenen Schlacht zwischen Griechen und Troern wurde er von einem faustgroßen Stein aus der Hand des thrakischen Führers Peiros am Knöchel getroffen. Er fiel vor Schmerz auf den Rücken und Peiros setzte nach. Dem um Hilfe nach seinen Kampfgenossen suchenden Diores stieß Peiros nun die Lanze in Höhe des Bauchnabels in den Bauch und Diores starb. Peiros wurde daraufhin von dem herbeieilenden Aitoler und ehemaligen Freier der Penelope Thoas getötet.